# Saint-Pierre-le-Vieux, Seine-Maritime
Saint-Pierre-le-Vieux är en kommun i departementet Seine-Maritime i regionen Normandie i norra Frankrike. Kommunen ligger i kantonen Fontaine-le-Dun som tillhör arrondissementet Dieppe. År 2022 hade Saint-Pierre-le-Vieux 188 invånare.

## Befolkningsutveckling
Antalet invånare i kommunen Saint-Pierre-le-Vieux
| Referens: INSEE |